# KZOO
KZOO（ケイズー）はアメリカ合衆国ハワイ州内で日本人・日系人向けに24時間放送している日本語AMラジオ局である。ハワイ州内4島（カウアイ島、オアフ島、マウイ島、ハワイ島）で聴取可能。

## 対象
対象は主にハワイに住む日本語話者や日本からハワイを訪れる旅行者であり、ニュース、音楽及び情報源等を日本語で発信している。

## 沿革

### 前史
- ハワイ日系人社会のメディアの歴史は長く、既に明治時代からいくつもの日本語新聞が発行されており、ハワイでラジオ放送が始まると当然のこととして日本語によるラジオ番組の放送が期待され、英語局の時間枠が、日系人が経営する会社や商店などのスポンサードによって、日本語番組に充てられた。

- 1950年代後半 - 日本語番組は徐々に消え始め、これを憂慮した日系人から「日中に日本語で放送出来る局を探そう」「各局の日本語番組を統合して日本語専門局を開局しよう」という気運が高まり、本格的な日本語専門放送局設立への動きが生まれる。

- 1959年12月 - 各局でバラバラに放送されていた日本語番組のスタッフが集まり、開局運動に熱心に動いていたフーバー立石をマネージャーに「KOHO日本語放送局」開局。（その後KOHOは1990年代に閉局した）

- 1960年代 - フーバー立石がリーダーとなってストライキを実施。そのためKOHO日本語放送局を追放され退社。フーバー立石は共に社を去ったスタッフを支援し「KIKI放送局」で午後7時から連夜4時間の「Cherry Blossom Hour」を制作した。

- 1961年 - ラジオ大阪（OBC）との間で、制作番組のネットを開始[2]。

- 1962年 - ホノルルでラジオ局経営の経験を持つマリー・ウォンが、新たにKZOOのライセンスを取得。スパーク・マツナガ上院議員（民主党）とともにワシントンD.C.に移って行政補佐官に就いていたフーバー立石は、これを機にホノルルに戻り、日本語ラジオ局設立のため、マリー・ウォンと交渉開始。

### 本史
- 1963年10月18日 - 日本語新聞「ハワイ報知」のニュース提供による、フルタイム日本語放送局を開局。

- 1966年 - OBCとの間で業務提携を締結[2]。締結から数年間は、OBCの現役アナウンサー・ディレクターから若干名が、技術指導を兼ねて半年単位で交互に派遣されていた。

- 2001年4月 - 北海道札幌市中央区を主な放送エリアとするコミュニティFMラジオ局「ラヂオノスタルジア（札幌ラヂオ放送）」との提携により、両局にて特別同時番組を放送[3]。

- 2001年7月 - 「ラジオ ホノルル・ハワイ 電話応答の時間 もしもしタイム」（ラヂオノスタルジア側の番組名は「スナック7 ハワイ番外編」）をラヂオノスタルジア（札幌ラヂオ放送）と同時レギュラー放送開始（ハワイ側の放送は「毎月第1木曜日 20:30 ～ 21:30」、日本側の放送は「毎月第1金曜日 15:30 ～ 17:30」）[4]。
  - 数年後、提携解消し、番組終了。

## 放送内容
音楽番組やニュース、フライト・インフォメーション、経済ニュース、移民法プログラム、ラジオ体操がある。
また「宗教の時間」「演歌の時間」「日本便り」という番組もあり、「創価学会アワー」や「浄土宗アワー」といった特定宗教向けの番組も存在する。
また、TBSラジオ制作の一部の番組を日本と1時間・時差ネットで放送、現地時間では以下の時間となる。
- 「おはよう一直線」日曜 - 木曜 11:30 - 12:30（日本時間：月曜 - 金曜 5:30 - 6:30）
- 「森本毅郎・スタンバイ!」日曜 - 木曜 12:30 - 14:30（日本時間：月曜 - 金曜 6:30 - 8:30）

ミュージックバードで制作している音楽番組を、同時ネット、または、時差ネットで放送している。
- あの頃青春グラフィティ（金曜18:00-20:55）
- KZOO ALOHA HOTLINE “Aloha Rainbow”（金曜11:00-11:55・再放送※ 再々放送分　土曜9:00-9:55）

主な番組
- おはようみなさん（月曜～金曜5:00～7:00）
- ミュージックアワー（月曜～金曜5:30～6:00、土曜5:30～9:00、日曜5:30～6:45）
- KZOOモーニングプルメリア（月曜～木曜7:00～9:00）
- モーニングブリーズ（月曜～木曜9:00～11:30・金曜10:00-11:30）
- KZOOアフタヌーンショー（月曜～金曜14:00～18:00）
- かりゆしとともに〜Okinawan Program（日曜14:00-16:00）
- My Story : 人生の転機と成功への鍵（水曜5:00-5:30）
- KZOO Aloha Friday Show with Kimo Kaho’ano（金曜7:00-10:00）
- イズさんの言いたい放題（土曜10:00-11:00）
- 昭和音楽堂（日曜4:00-4:30）

KZOO Aloha Hotline
- FM Apple(北海道札幌エリア）（日曜15:30～15:45)
- アイビーシー岩手放送（東北・岩手エリア）（日曜19:00～19:30)
- アール・ケー・ビー毎日放送（九州・福岡エリア）（火曜18:30～18:45）
- Dreams FM（九州・久留米エリア）（月一随時）
- 南海放送（四国・愛媛エリア）（水曜18:00～18:30）
- FM宮崎（九州・宮崎エリア）（木曜18:10～18:30）TEGE mahalo!
- FM Fuji（関東＆山梨エリア）(土曜19:00～19:15）

　
特別番組
- 愛知万博
- 豊嶋稔の日本の旅路 (2004年シリーズ48回）

　　時間外は音楽を「Music Mix」として放送。
- ラジオたんぱ（現：ラジオNIKKEI）とのコラボ番組を1978年と1979年の11月23日に実施し、日本国内で放送された。

　　番組は「初公開！ハワイラジオ局徹底衛星生中継」であった。その際には特別ベリカードも発行された。